# Typhlotectusa frischi
Typhlotectusa frischi – gatunek chrząszcza z rodziny kusakowatych i podrodziny rydzenic, jedyny z monotypowego rodzaju Typhlotectusa. Endemit Kirgistanu.

## Taksonomia
Rodzaj i gatunek typowy opisane zostały po raz pierwszy w 2019 roku przez Volkera Assinga na łamach „Linzer biologische Beiträge”. Jako miejsce typowe wskazano przełęcz Barskaun na południe od jeziora Issyk-kul. Nazwa rodzajowa nawiązuje do braku oczu i podobnego rodzaju Tectusa, natomiast epitet gatunkowy nadano na cześć Johannesa Frischa, który odłowił holotyp.

## Morfologia
Chrząszcz o smukłym, wydłużonym ciele długości 2,5 mm, ubarwionym żółtawoczerwono z ciemnożółtymi czułkami i odnóżami. Duża, lekko wydłużona, kulistawa głowa ma mikrosiateczkowaną, bardzo drobno i dość gęsto punktowaną powierzchnię, całkowicie zanikłe oczy, silnie pogrubione ku szczytowi czułki z mocno poprzecznymi członami od czwartego do dziesiątego, zapoliczki z żeberkami w widoku bocznym dostrzegalnymi tylko w tyle, silnie poprzeczną wargę górną, wydatny ząbek molarny na prawej żuwaczce, krótkie człony głaszczków szczękowych, dość smukłe człony głaszczków wargowych oraz krótki i wąski, na szczycie podzielony na dwa płaty języczek. Wąskie, 1,05 raza szersze niż dłuższe i tyle samo razy szersze od głowy, najszersze na przedzie przedplecze ma mikrosiateczkowaną i skrajnie drobno punktowaną powierzchnię. Krótkie i wąskie pokrywy mają płytką mikrorzeźbę. Dość krótkie odnóża mają pięcioczłonowe stopy, w przypadku tylnej pary o pierwszym członie krótszym niż dwa następne razem wzięte. Wąski, najszerszy między segmentami szóstym a siódmym odwłok ma mikrorzeźbioną i drobno punktowaną powierzchnię. Wciski na przedzie tergitów trzeciego i czwartego są przeciętnie głębokie, na przedzie piątego płytkie, a na szóstym brak już wcisku. Samiec ma lekko wypukły tylny brzeg ósmego sternitu oraz dość krótkie i szerokie na szczycie paramery.

## Ekologia i występowanie
Owad wysokogórski, endemiczny dla wschodniego Kirgistanu, znany tylko z miejsca typowego położonego na wysokości blisko 3800 m n.p.m.